# Jean Caugant
Jean Pierre Joseph Caugant (* 21. Juli 1911 in Lorient; † 19. November 1999 in Hennebon) war ein französischer Radrennfahrer und nationaler Meister im Radsport.

## Sportliche Laufbahn
Caugant war im Bahnradsport und im Straßenradsport aktiv. 1931 gewann er die nationale Meisterschaft im Sprint der Amateure vor Charles Rampelberg.
1927 siegte er im Grand Prix Cyclo-Sport, einem Sprintturnier, das die gleichnamige Zeitung ausrichtete. Weitere Siege holte er im Prix Émile Friol 1930, im Grand Prix des commerçants bretons und Prix de Grenelle 1931. 1932 wurde er Berufsfahrer und Vizemeister im Sprint hinter Louis Gérardin. 1933 konnte er keine Rennen bestreiten, da er seinen Militärdienst ableistete. Danach bestritt er ohne größere Erfolge bis 1941 Straßenrennen.